# Pharyngolepis
Pharyngolepis is een geslacht van uitgestorven kaakloze vissen uit het Laat-Siluur.

## Kenmerken
Pharyngolepis had goed ontwikkelde anale en staartvinnen, maar geen gepaarde of dorsale vinnen die zouden hebben geholpen om hem in het water te stabiliseren en dus was het waarschijnlijk een slechte zwemmer die dicht bij de zeebodem bleef. De rug van deze tien centimeter lange bodembewoners was bedekt met een aantal 'gekuifde' schubben, terwijl de borststreek bezet was met een paar benige stekels, mogelijk ter bescherming tegen roofdieren, en er was een rij stekels langs de rug. Verder had het dier een goed ontwikkelde aarsvin en een neerwaarts gerichte staart.

## Leefwijze
Het voedsel bestond uit kleine stukjes voedsel, die de vissen van de oceaanbodem schraapten.

## Vondsten
Fossielen werden gevonden in Europa, met name Noorwegen.